# Trương Quang Lục
Trương Quang Lục (sinh 25 tháng 2 năm 1933, quê ở Tịnh Khê, Sơn Tịnh, Quảng Ngãi) là một nhạc sĩ Việt Nam.

## Sự nghiệp
Trong Kháng chiến chống Pháp, Trương Quang Lục là cán bộ văn hoá, văn nghệ của cơ quan Đường sắt Liên khu V. Sau năm 1954, ông chuyển ra miền Bắc, học Trường Âm nhạc Việt Nam và học Trường Đại học Bách khoa Hà Nội. Sau khi tốt nghiệp ông về làm kĩ sư hoá chất ở Nhà máy Supe photphat và Hóa chất Lâm Thao, Phú Thọ và tiếp tục viết nhạc. Sau năm 1975, ông vào Nam, công tác tại Khu Công Nghiệp Biên Hòa, sau đó là báo Sài Gòn Giải Phóng, hiện sống tại Thành phố Hồ Chí Minh. Ông là cựu học sinh tiêu biểu của Trường THPT chuyên Lê Khiết - ngôi trường chuyên duy nhất của tỉnh Quảng Ngãi, quê hương ông.

## Tác phẩm
Trương Quang Lục đã sáng tác hơn 450 ca khúc, trong đó có tới hơn 300 bài hát cho thiếu nhi.
Một số tác phẩm trong thời kỳ kháng chiến chống Pháp: Chuyến tàu trăng, Bảo vệ hoà bình, Đố cờ, Hoa bên suối... Trong thời kỳ kháng chiến chống Mỹ, ông đã có những ca khúc được công chúng yêu thích: Cô gái Lâm Thao, Tiếng hát bên rừng cọ đồi chè, Vàm Cỏ Đông, Hoa sen Tháp Mười, Quảng Ngãi đất mẹ kiên cường... cũng như các bài hát thiếu nhi: Xỉa cá mè, Em yêu đàn gà xinh xinh, Trái đất này là của chúng mình (thơ Định Hải), Kéo cưa lừa xẻ, Một nhà bên nhau (đồng dao), Gánh gánh gồng gồng (đồng dao), Tuổi mười lăm, Màu mực tím, Chỉ có một trên đời, Trời Nam thương nhớ, Tiếng hát Chăm bên bờ sông Sài Gòn., Mới đây, nhạc sĩ đã viết ca khúc "Yêu sao Cầu Giấy trường em" dành tặng thầy cô và học sinh trường Trung học cơ sở Cầu Giấy
.. Ca khúc nổi tiếng nhất của ông, Vàm Cỏ Đông (phổ thơ Hoài Vũ), được sáng tác chỉ trong một giờ đồng hồ.
Ngoài sáng tác ca khúc, Trương Quang Lục còn tham gia viết nhiều nhạc phim, nhạc sân khấu, nhạc múa rối, một số bài nghiên cứu dân ca, bài giới thiệu những ca khúc nổi tiếng..., tác giả các công trình nghiên cứu, lý luận.
Một số tác phẩm đã xuất bản:
- Tuyển tập nhạc Trương Quang Lục (Hội Văn nghệ Vĩnh Phú ấn hành)
- Tuyển chọn ca khúc kèm băng cassette của Trương Quang Lục (DIHAVINA và Hội Nhạc sĩ Việt Nam, 1995)

## Vinh danh
Trương Quang Lục từng được tặng thưởng Huân chương Lao động hạng Nhất, Huân chương Kháng chiến chống Mỹ hạng Nhất, Giải thưởng Nhà nước về Văn học Nghệ thuật (đợt II năm 2007), Huy chương Vì sự nghiệp Âm nhạc, Huy chương Vì thế hệ trẻ...
Trong tập 50 bài hát thiếu nhi hay nhất thế kỉ 20 (Kết quả từ cuộc bình chọn âm nhạc do báo Thiếu niên tiền phong, Hội Nhạc sĩ Việt Nam, Ban Khoa học giáo dục VTV, Ban Âm nhạc Đài Tiếng nói Việt Nam tổ chức năm 1999-2000), Trương Quang Lục có hai bài được chọn là: Màu mực tím, Trái đất này của chúng mình.